# Вичере (Рим)
Вичере је насеље у Италији у округу Рим, региону Лацио.
Према процени из 2011. у насељу је живело 66 становника. Насеље се налази на надморској висини од 60 м.